# Атавди (присілок)
Атавди́ (рос. Атавды, башк. Атауҙы) — присілок (колишнє селище) у складі Абзеліловського району Башкортостану, Росія. Входить до складу Янгільської сільської ради.
До 10 вересня 2010 року називався присілок 4-го отділення Янгільського совхоза.
Населення — 614 осіб (2010; 553 в 2002).
Національний склад:
- башкири — 99%